# Stadio Athanasios Diakos
Lo stadio municipale Athanasios Diakos (in greco Δημοτικό Στάδιο Αθανάσιος Διάκος) è un impianto sportivo greco di Lamia, in Grecia.
È utilizzato dal Lamia per i suoi incontri interni, e ha una capienza di circa 5 500 posti.

## Storia
Fu inaugurato nel 1952 e il record di presenze si ebbe nel 1968, in occasione di un incontro di campionato tra Lamia e Trikala, cui assistettero 11 502 spettatori.
Nel 2017, in virtù della promozione in Souper Ligka Ellada, lo stadio è stato ristrutturato per poter ospitare gli incontri della massima serie.
Nel settembre del 2020 lo stadio è stato intitolato ad Athanasios Diakos, rivoluzionario e patriota greco, considerato un eroe della Guerra d'indipendenza greca.